# Paul Geens
Paul Geens est un réalisateur belge et historien du film, d'expression flamande, né en 1958 à Bruxelles.

## Biographie
Paul Geens est diplômé du RITS, l'école de cinéma de la Communauté flamande, à Bruxelles.
En 1980, il réalise un documentaire sur Jean Daskalidès. En 1995 il produit et coréalise avec Marc Lobet, à l'occasion du centenaire du cinéma, le film de montage Made in Belgium.
En 1985, il joue un petit rôle dans Le Lion des Flandres d'Hugo Claus.
En 1986 il publie Naslagwerk over de Vlaamse film sur le cinéma flamand, le premier ouvrage qui paraissait sur ce sujet spécifique. 
En 1989, il fonde l'asbl Belfilm qui gère les droits de très nombreux films belges du patrimoine, notamment pour la projection en salle ou pour la diffusion par les télévisions. Belfilm édite en support DVD un très large catalogue de films rares et oubliés.
En 2019, il vit au Pérou.